# Aborigeni australieni
Aborigenii australieni sunt primii oameni care au colonizat continentul australian. Aceștia constituie, împreuna cu nativii din Strâmtoarea Torres, populația indigenă a Australiei. Ei s-au stabilit acum aproximativ 40.000 - 50.000 de ani pe continent, venind din Asia de sud sau Asia de sud-est.
Aborigenii nu formează o populație omogenă, ci constau din mai multe triburi sau clanuri, adesea cu obiceiuri și limbi diferite: înainte de colonizarea europeană se presupune că trăiau aproximativ 400 - 700 de triburi diferite de aborigeni. Aceștia erau vânători-culegători. Odată cu sosirea coloniștilor englezi, în 1788, populația aborigenă a scăzut de la aproximativ 500.000 - 1 milion de locuitori la 60.000 în 1920, în special din cauza bolilor, dar și datorită conflictelor violente cu coloniștii. Aproximativ trei sferturi din populația de aproximativ 464.000 de aborigenii locuiesc în orașe și în mare parte s-au adaptat la stilul de viață al europenilor, datorita politicii de asimilare dusă de către autorități. Cel mai bine și-au păstrat tradițiile aborigenii din Teritoriul de Nord (aici fiind până la 30% din populația teritoriului), unde englezii s-au stabilit mai târziu. Ei trăiesc cel mai adesea izolat, astfel că aici aproape 60% din aborigeni vorbesc acasă o limbă indigenă.
Pe baza muncii lui Nicolas Peterson, au fost dezvoltate 17 zone culturale în Australia. Baza de lucru a lui Peterson au fost principalele râuri: el a postulat că grupurile de aborigeni trăiau de-a lungul surselor de apă și de asemenea, de-a lungul cursurilor de apa, existau interacțiuni intre grupuri și, implicit, schimburi culturale. În schimb, zonele dintre cursurile de apă, din cauza secetei, s-au format ca bariere naturale între populații, înregistrându-se astfel interacțiuni reduse cu persoane din alte sisteme hidrografice.

## Limbă
Înaintea colonizării Australiei de către europeni, se vorbeau peste 250 de limbi aparținând familiei limbilor australiene dar care până în secolul XXI s-au redus la mai puțin de 20, unele dintre ele în mare pericol de dispariție.
Lingviștii consideră că limbile aborigenilor australieni sunt înrudite dar puțin asemănătoare și au fost grupate în două familii: pama–nyungan care sunt vorbite în marea parte a țării și familia limbilor ne-pama-nyungan care sunt vorbite doar în nordul Australiei. Există și lingviști care consideră că limbile australiene nu au rădăcini comune și că asemănările din actualitate reies din faptul că au împărțit același teritoriu.
Unele limbi, precum limba tiwi care se vorbește în Teritoriile de Nord, sunt catalogate drept limbi izolate.
Există și limbi criole formate în special în zonele unde contactul dintre civilizația europeană și cea băștinașă a fost mai puternic, precum în regiunea Sydney și Newcastle unde există în jur de 10.000 de vorbitori ale limbii Kriol.

## Cultura
Cultura aborigenilor s-a dezvoltat în mod autarhic dând naștere la o multitudine de limbi și culturi cu rădăcini comune și este cea mai veche cultură vie de pe Pământ. Băștinașii duceau o viață de vânători-culegători și trăiau în grupuri semi-nomade care băteau mari teritorii pentru a vâna cu lancea sau cu bumerangul, pescuind din canoe sau culegând fructe și plante. Din cauză că limbile băștinașilor nu aveau scriere, cântecele și legendele se transmiteau prin viu-grai.

## Tjukurpa-Vremea viselor
Tjukurpa este o culegere de legende băștinașe care explică originea lor, relațiile lor cu mediul înconjurător și viitorul. Această datină băștinașă constituie nucleul culturii aborigene și le servește ca călăuză în viață. Locul sfânt al religiei animiste Tjukurpa este formațiunea stâncoasă Uluru, care este catalogată de UNESCO drept bun al patrimoniului mondial în 1994.

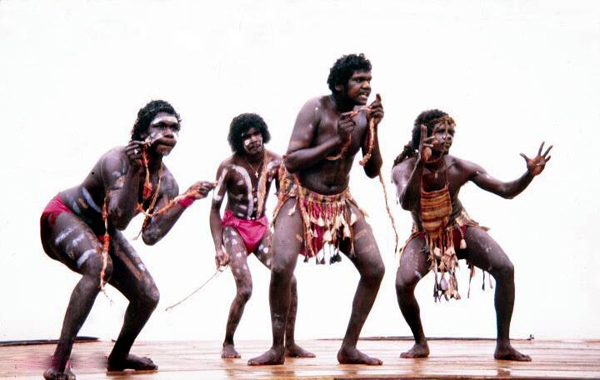
Dansatori tradiționali băștinași

## Astronomia aborigenilor australieni
Dat fiind faptul că cultura australiană băștinașă este cea mai veche din lume încă vie, se poate presupune că australienii băștinași au fost primii astronomi din lume  .Unele comunități indigene folosesc mișcarea corpurilor cerești drept calendar. Mișcărilor astrale și corpurilor cerești li se atribuie semnificații religioase și mitologice. Credințele băștinașilor în astre sunt diferite cu toată că au și puncte comune.

## Muzică
Cel mai cunoscut instrument muzical indigen este didgeridoo, folosit cel mai adesea în Peninsula Arnhem și regiunea Kimberley. Acest instrument s-a propagat în lumea întreagă și are o întrebuințare din ce în ce mai mare în rock, pop și jazz.

## Pictură
Peștera Nawarla Gabarnmang din nordul Australiei a fost descoperită relativ recent, în anul 2010. Constituie cea mai veche peșteră cu picturi murale aborigene din Australia (28.000 ani), respectiv una din cele mai vechi din lume.

## Grupări
Diferite grupuri de aborigeni australieni:
- Bama în nord-estul Queensland;
- Koori în Noul Wales de Sud si Victoria;
- Murri în sudul Queensland;
- Noongar în sudul Australia de Vest;
- Nunga în sudul Australia de Sud;
- Anangu în nordul Australiei de Sud, precum și în parți din Australia de Vest și Teritoriile de Nord;
- Palawah în Tasmania.

## Sănătate
Din cauza greului acces la asistența socială băștinașii australieni sunt mai afectați de problemele de sănătate. În afara izolării în care trăiesc ei sunt afectați și de sărăcie, carențe în învățământ și educație, consum de droguri și obiceiuri culturale și religioase ceea ce duce la scăderea speranței de viață în rândul aborigenilor față de restul societății australiene. Guvernele australiene din ultima perioadă au implantat programe privind comunitățile băștinașe australiene.

## Criminalitate
Pe baza unui studiu efectuat în 2002, aborigenii cădeau de două ori mai des victime ale violenței decât ne-aborigenii, 24% dintre aborigeni denunțând o agresiune. În iunie 2004, 21% dintre pușcăriași erau de etnie aborigenă.

## Consum de droguri
Multe comunități băștinașe suferă mari probleme sociale, sanitare, medicale și legale cauzate de consumul de droguri legale și ilegale. De asemenea o altă problemă este inhalarea produselor petroliere.

## Vezi și
- Ainu
- Amerindieni
- Eschimoși